# Citroën Traction Avant
Citroën Traction Avant är en personbil, tillverkad av den franska biltillverkaren Citroën mellan 1934 och 1957. I Sverige blev den bland annat känd som "Gangstercittran" på grund av förekomsten i många deckarfilmer. Vanligaste utförandet var modell B11, men modellen fanns även med sexcylindrig motor under namnet B15. Beteckningen "Traction Avant" var aldrig det officiella namnet på bilen, utan betyder helt enkelt "framhjulsdrift".
Modellen var Citroëns första framhjulsdrivna bil, en stilikon som förutom i Frankrike även tillverkades i Belgien och England. Citroën Traction Avant presenterades första gången 18 april 1934. Produktionen av de olika modellerna fortsatte fram till 25 juli 1957. Modellerna var 7A, 7B, 7C, 7S, 11A, 11AL, 11BL (Legere), 11BN (Normale) samt 11F (Familiale). Bilhistorikern Quentin Willson har kallat bilen för en milstolpe i bilvärlden och den mest betydelsefulla och framgångsrika standardbilen på sin tid.

## Kännetecken
Bilarna hade fyr- eller sexcylindrig toppventilmotor med lösa foder. Andra framträdande fördelar med bilarna är att de är framhjulsdrivna, har självbärande helsvetsad kaross utan ram. Hydrauliska bromsar runt om. Torsionsfjädring, kuggstångsstyrning (1936), hydrauliska stötdämpare. Bilarna var välkända för sin utpräglade väghållning och komfort. Dessa bilar kom att i Sverige kallas B11 (4-cylindriga) eller B15 (6-cylindriga).

## Versioner
Bilarna fanns i vanlig sedanmodell (Berline), Cabriolet, Coupé samt Familiale och Commerciale. 15cv med 6-cylindrig motor kom 1938 och hade samma kaross som Normale men lite längre front. B15 fanns som Berline och Familiale men inte officiellt som cabriolet.
B15 tillverkades även i en kort serie 1954–1956 som B15 Hydrauliqe. Den hade då gashydraulisk fjädring för bakhjulen, detta ett år innan DS-modellen presenterades som hade gashydraulisk fjädring på alla hjul. Således testades tekniken i B15 innan den lanserades i större skala, och komponenterna som användes i systemet passar även i DS-modellen, även om systemet i B15 var mycket enklare och bara påverkade bakhjulen. Med ett reglage i bagageluckan kunde höjden ändras. Det gick också att låsa fjädringen vid parkering så att den inte skulle sjunka ihop. 
En modell med V8-motor (22cv) var planerad från början men lades raskt ner innan den kom i produktion. Ingen 22cv finns kvar.

## B11-klubben
Det finns klubbar i många länder för att ta tillvara kunskap och hålla bilarna igång. I Sverige har B11-klubben cirka 400 medlemmar.

## Kronologi[5]
- Mars (eller april[3][6]) 1934: Citroën 7A presenterades med en 1,3-liters motor på 32 hk. Bilen fanns först endast som femsitsig sedan (Berline). Karossen saknade bagagerumslucka och taket var klätt med pegamoid eftersom man inte hade tillräckligt stora pressar för att tillverka ett helt ståltak. Motorhuven hade luckor för luftutsläpp och instrumenten var placerade i mitten av instrumentbrädan.
- Juni 1934: 7A ersattes av 7B med 1,5-liters motor på 35 hk. Dessutom tillkom 7 Sport med en 1,9-liters motor på 46 hk. Sedan-modellen fick helt ståltak. Sport-modellen erbjöds även som coupé (Faux Cabriolet) och cabriolet.
- September 1934: Programmet kompletterades med 11A med större kaross. Bilen hade 1,9-liters motorn från 7 Sport och fanns först endast som sexsitsig sedan.
- Oktober 1934: 7B ersattes av 7C med 1,6-liters motor på 36 hk.
- November 1934: 7 Sport bytte namn till 11 Légère. 11A erbjöds även som coupé och cabriolet samt som niositsig Familiale.
- Oktober 1935: Bagagerumslucka infördes.
- Maj 1936: Kuggstångsstyrning infördes.
- Juni 1936: Instrumenten placerades framför ratten.
- Februari 1937: 11A ersattes av 11B.
- Januari 1938: Så kallade pilot-hjul med däck och fälg från Michelin infördes.
- April 1938: Varuvagnen Commerciale presenterades. Modellen byggde på långa hjulbasen och hade öppningsbart bakparti och fällbart baksäte som en modern halvkombi.
- Juni 1938: Den sexcylindriga 15G introducerades. Modellen fanns som sexsitsig sedan med Normale-hjulbas samt som niositsig Familiale och sexsitsig Limousine med lång hjulbas.
- Mars 1939: 11B fick motoreffekten höjd till 56 hk.
- Hösten 1945: Tillverkningen återupptogs efter andra världskriget, först av 11 Légère, senare även 11B och 15G. Endast Berline-karosser erbjöds.
- Maj 1946: Motorhuven fick gälar för luftutsläpp och enklare fälgar infördes.
- April 1947: 15G ersattes av 15D, vars motor arbetade med motsatt rotationsriktning jämfört med företrädaren.
- November 1949: 11B fick nya bekvämare framstolar.
- September 1950: Instrumentbrädan modifierades. 11B fick ny förgasare.
- Juni 1952: Karossen moderniserades med utbyggt bagagerum. Vindrutetorkarna flyttades till vindrutans nederkant. Blinkers och nya fälgar infördes.
- September 1953: Familiale återinfördes i modellprogrammet.
- April 1954: Commerciale återinfördes i modellprogrammet. 15H med gashydraulisk fjädring på bakaxeln introducerades.
- Maj 1955: 11B ersattes av 11D med 60 hk motor.
- September 1955: 15D och 15H lades ned och ersattes av Citroën DS.
- 25 juli 1957:[1] Tillverkningen av de fyrcylindriga modellerna avslutades. Bilmodellen ersattes då av en annan revolutionerande Citroën-modell – Citroën DS.[3]

## Motorer[7]
| Modell   | Årsmodell | Motor              | Cylindervolym | Effekt | Bränslesystem      |
| -------- | --------- | ------------------ | ------------- | ------ | ------------------ |
| 7A       | 1934      | 4-cyl radmotor ohv | 1303 cm³      | 32 hk  | Enkel förgasare    |
| 7B       | 1934–35   | 4-cyl radmotor ohv | 1529 cm³      | 35 hk  | Enkel förgasare    |
| 7 Sport  | 1934–35   | 4-cyl radmotor ohv | 1911 cm³      | 46 hk  | Enkel förgasare    |
| 7C       | 1935–40   | 4-cyl radmotor ohv | 1628 cm³      | 36 hk  | Enkel förgasare    |
| 11A, 11B | 1935–38   | 4-cyl radmotor ohv | 1911 cm³      | 46 hk  | Enkel förgasare    |
| 11B      | 1939–54   | 4-cyl radmotor ohv | 1911 cm³      | 56 hk  | Enkel förgasare    |
| 11D      | 1955–57   | 4-cyl radmotor ohv | 1911 cm³      | 60 hk  | Enkel förgasare    |
| 15 Six   | 1938–55   | 6-cyl radmotor ohv | 2867 cm³      | 77 hk  | Tvåports förgasare |

## Bilder

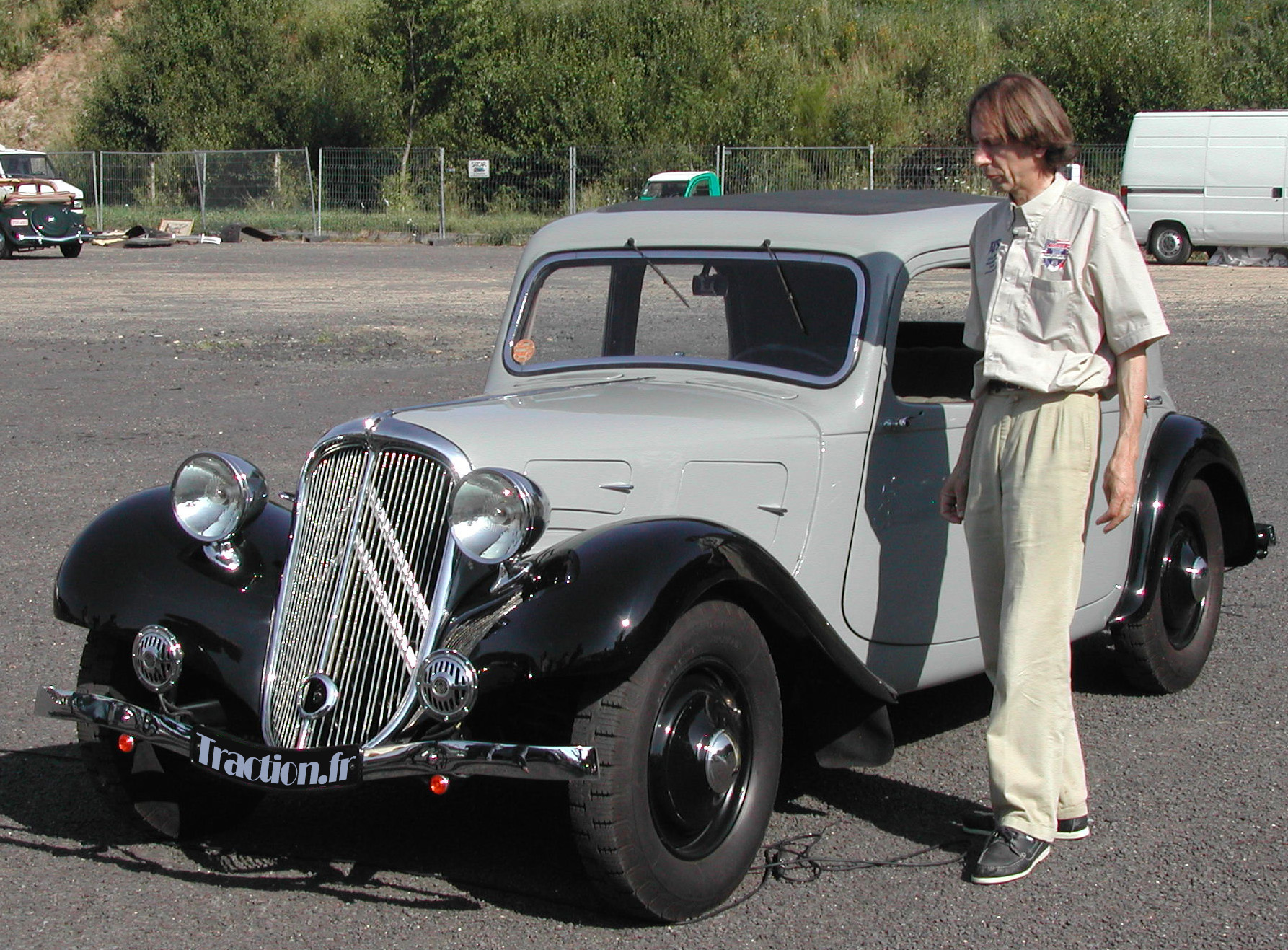
7A 1934.
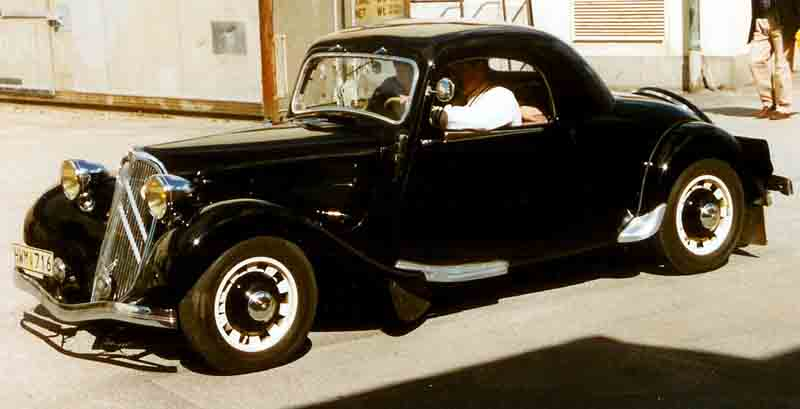
7C Coupé 1937.
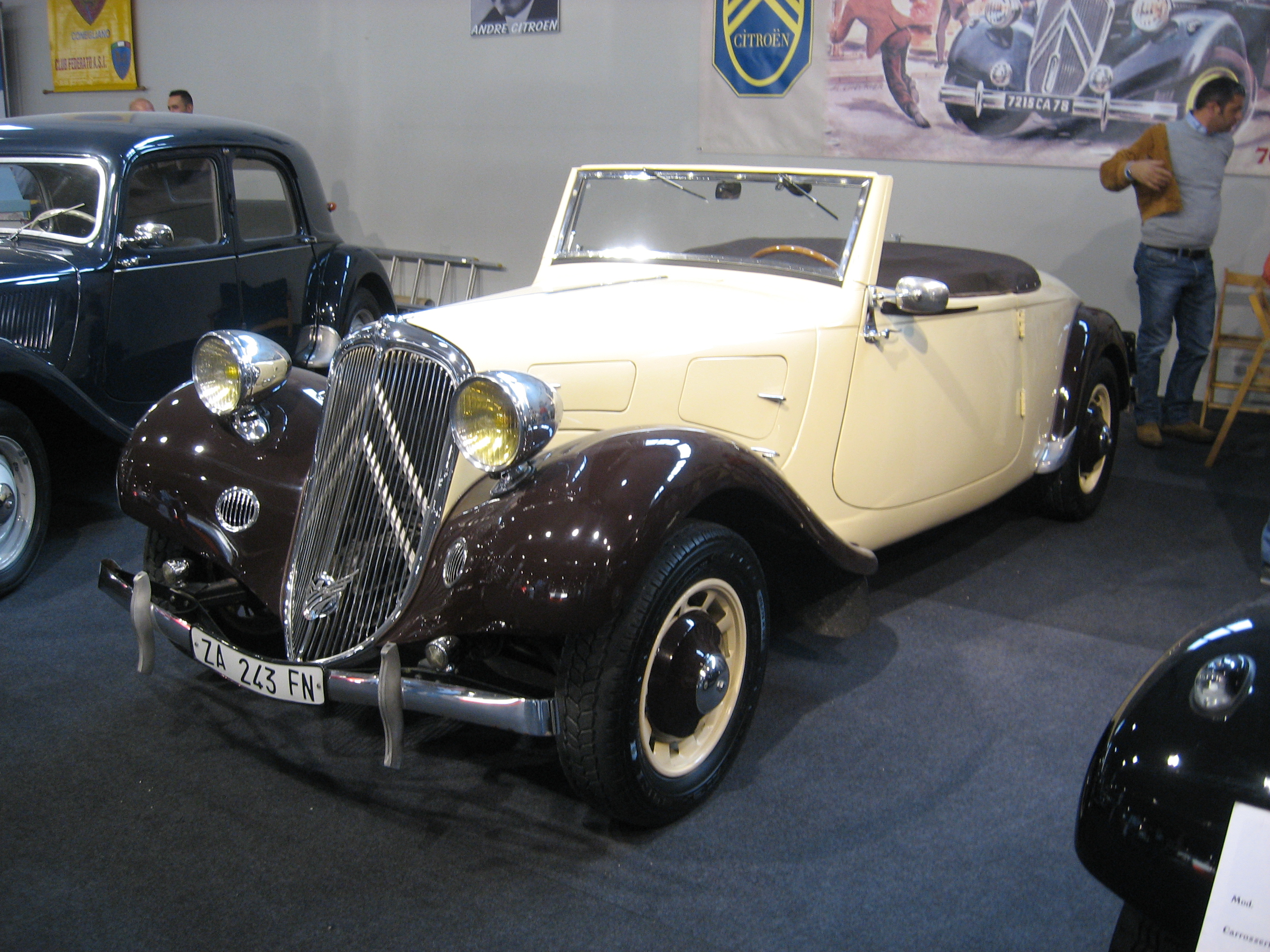
Cabriolet.
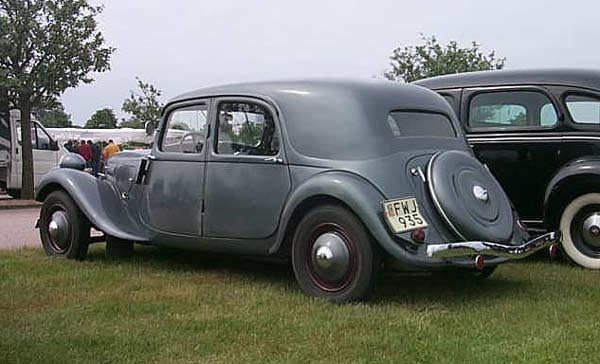
15 Six Normale.
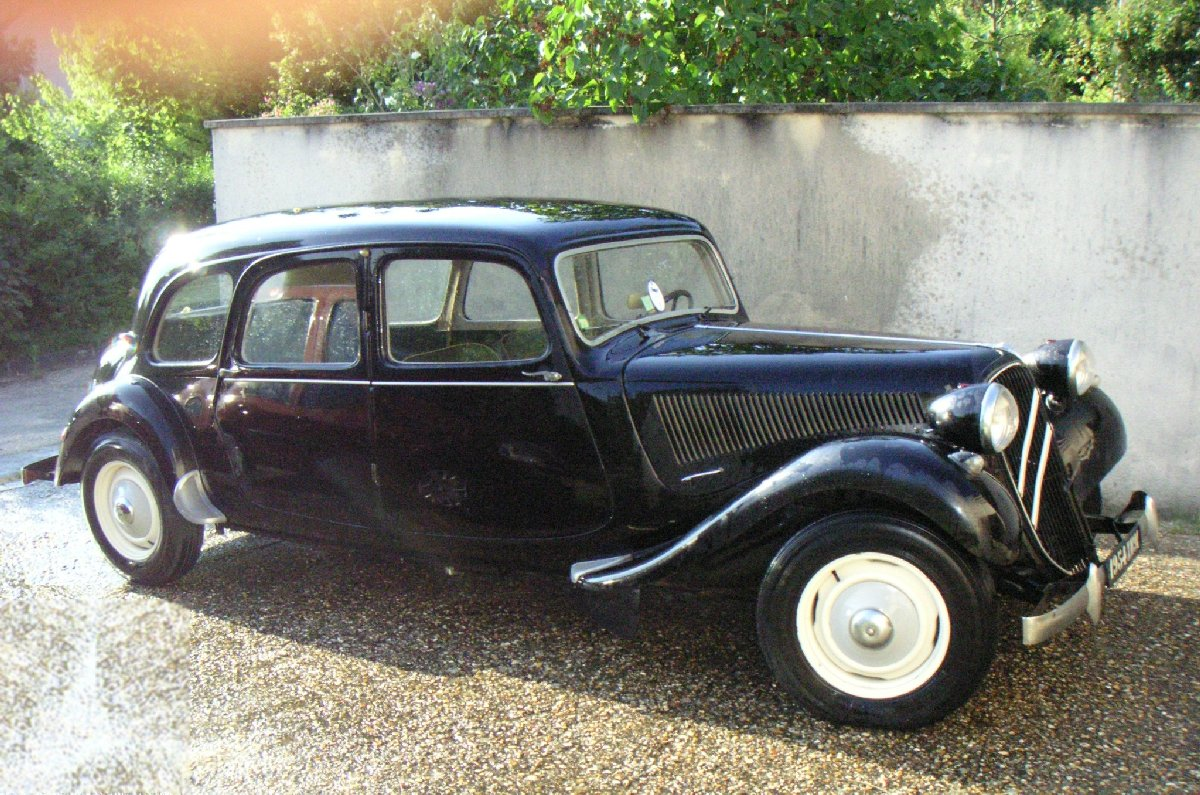
11B Familiale.
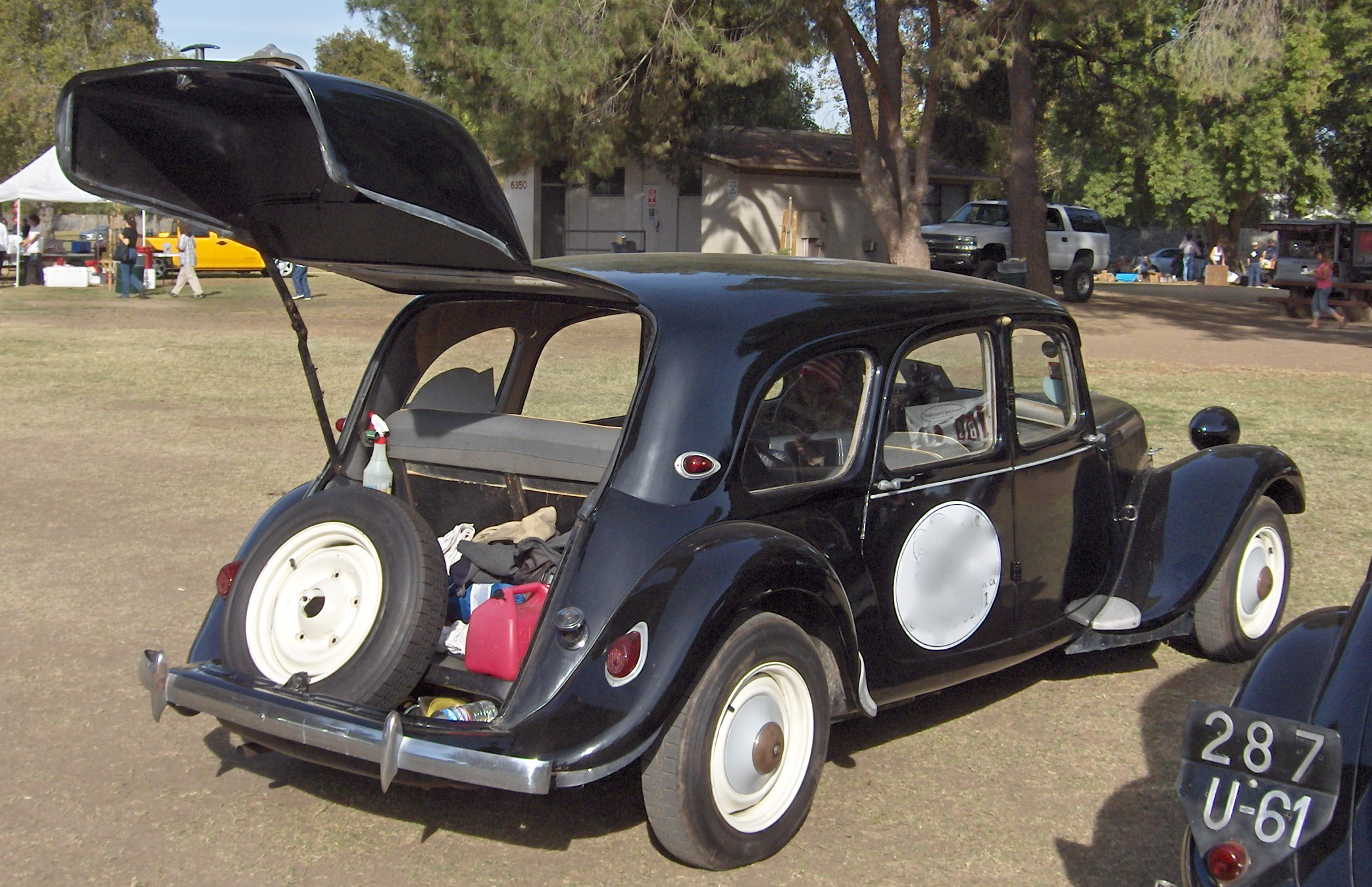
Commerciale.